# Приз ФІПРЕССІ (Каннський кінофестиваль)
Приз Міжнародної федерації кінопреси, скорочено Приз ФІПРЕССІ (фр. Prix FIPRESCI), відомий також як Приз Міжнародної критики, є спеціальним призом, який з 1962 року журі Міжнародної федерації кінопреси (FIPRESCI) вручає на Каннському міжнародному кінофестивалі за найкращий на думку кінокритиків фільм.

## Лауреати
Список переможців складено на основі даних IMDb.
| Рік  | Фільм                                                       | Оригінальна назва                                           | Режисер                                                     | Країна                                                      | Секція                                                      |
| ---- | ----------------------------------------------------------- | ----------------------------------------------------------- | ----------------------------------------------------------- | ----------------------------------------------------------- | ----------------------------------------------------------- |
| 1962 | Ангел-винищувач                                             | El ángel exterminador                                       | Луїс Бунюель                                                | Мексика                                                     | Конкурс                                                     |
| 1963 | Таке сортивне життя                                         | This Sporting Life                                          | Ліндсі Андерсон                                             | Велика Британія                                             | Конкурс                                                     |
| 1964 | Пасажирка                                                   | Pasażerka                                                   | Анджей Мунк                                                 | Польща                                                      | Конкурс                                                     |
| 1965 | Все далі і далі                                             | Tarahumara (Cada vez más lejos)                             | Луїс Алькоріса                                              | Мексика                                                     | Конкурс                                                     |
| 1966 | Молодий Тьорлесс                                            | Der junge Törless                                           | Фолькер Шльондорф                                           | Німеччина                                                   | Конкурс                                                     |
| 1967 | Земля в трансі                                              | Terra em Transe                                             | Глаубер Роша                                                | Бразилія                                                    | Конкурс                                                     |
| 1967 | Скупники пір'я                                              | Skupljaci perja                                             | Александр Петровіч                                          | СФРЮ                                                        | Конкурс                                                     |
| 1968 | Фестиваль зупинено через травневі події у Франції 1968 року | Фестиваль зупинено через травневі події у Франції 1968 року | Фестиваль зупинено через травневі події у Франції 1968 року | Фестиваль зупинено через травневі події у Франції 1968 року | Фестиваль зупинено через травневі події у Франції 1968 року |
| 1969 | Андрій Рубльов                                              | Андрей Рублёв                                               | Андрій Тарковський                                          | Росія                                                       | Поза конкурсом                                              |
| 1970 | Слідство у справі громадянина поза всякими підозрами        | Indagine su un cittadino al di sopra di ogni sospetto       | Еліо Петрі                                                  | Італія                                                      | Конкурс                                                     |
| 1971 | Джонні узяв рушницю                                         | Johnny Got His Gun                                          | Далтон Трамбо                                               | США                                                         | Конкурс                                                     |
| 1972 | Соляріс                                                     | Солярис                                                     | Андрій Тарковський                                          | Росія                                                       | Конкурс                                                     |
| 1972 | У 20 років в Оресі                                          | Avoir 20 ans dans les Aurès                                 | Рене Вотьє                                                  | Франція                                                     | Тиждень критиків                                            |
| 1973 | Велике жрання                                               | La Grande Bouffe                                            | Марко Феррері                                               | Франція                                                     | Конкурс                                                     |
| 1973 | Матінка і шлюха                                             | La Maman et la Putain                                       | Жан Есташ                                                   | Франція                                                     | Конкурс                                                     |
| 1974 | Страх з'їдає душу                                           | Angst essen Seele auf                                       | Райнер Вернер Фассбіндер                                    | ФРН                                                         | Конкурс                                                     |
| 1974 | Ланселот Озерний                                            | Lancelot du Lac                                             | Робер Брессон (режисер відмовився від отримання призу)      | Франція                                                     | Поза конкурсом                                              |
| 1975 | Кожен за себе, а Бог проти усіх                             | Jeder für sich und Gott gegen alle                          | Вернер Герцоґ                                               | Німеччина                                                   | Конкурс                                                     |
| 1975 | Бродячі гравці                                              | Ο Θίασος                                                    | Тодорос Ангелопулос                                         | Греція                                                      | Двотижневик режисерів                                       |
| 1976 | З плином часу                                               | Im Lauf der Zeit                                            | Вім Вендерс                                                 | Німеччина                                                   | Конкурс                                                     |
| 1976 | Сильний Фердинанд                                           | Ferdinand le radical                                        | Александр Клюґе                                             | Німеччина                                                   | Двотижневик режисерів                                       |
| 1977 | Батько-хазяїн                                               | Padre padrone                                               | Паоло і Вітторіо Тавіані                                    | Італія                                                      | Конкурс                                                     |
| 1977 | Дев'ять місяців                                             | Kilenc hónap                                                | Марта Месарош                                               | Угорщина                                                    | Двотижневик режисерів                                       |
| 1978 | Людина з мармуру                                            | Człowiek z marmuru                                          | Анджей Вайда                                                | Польща                                                      | Особливий погляд                                            |
| 1978 | Запах польових квітів                                       | Miris poljskog cveca                                        | Срджан Каранович                                            | СФРЮ                                                        |                                                             |
| 1979 | Апокаліпсис сьогодні                                        | Apocalypse Now                                              | Френсіс Форд Коппола                                        | США                                                         | Конкурс                                                     |
| 1979 | Виховання Віри                                              | Angi Vera                                                   | Пал Габор                                                   | Угорщина                                                    | Двотижневик режисерів                                       |
| 1979 | Чорний Джек                                                 | Black Jack                                                  | Кен Лоуч                                                    | Велика Британія                                             | Двотижневик режисерів                                       |
| 1980 | Мій американський дядечко                                   | Mon oncle d'Amérique                                        | Ален Рене                                                   | Франція                                                     | Конкурс                                                     |
| 1980 | Гайдзін — дороги свободи                                    | Gaijin — Caminhos da Liberdade                              | Тідзука Ямасакі                                             | Бразилія                                                    | Двотижневик режисерів                                       |
| 1981 | Мефісто                                                     | Mephisto                                                    | Іштван Сабо                                                 | Угорщина                                                    | Конкурс                                                     |
| 1981 | Малу                                                        | Malou                                                       | Жанін Меєрапфель                                            | Німеччина                                                   | Тиждень критиків                                            |
| 1982 | Дорога                                                      | Yo                                                          | Шеріф Ґьорен та Їлмаз Ґюней                                 | Туреччина                                                   | Конкурс                                                     |
| 1982 | Дивлячись одна на одну                                      | Egymásra nézve                                              | Карой Макк                                                  | Угорщина                                                    |                                                             |
| 1982 | Дикі квіти                                                  | Les Fleurs sauvages                                         | Жан-П'єр Лефевр                                             | Канада                                                      | Двотижневик режисерів                                       |
| 1983 | Ностальгія                                                  | Nostalghia                                                  | Андрій Тарковський                                          | Італія                                                      | Конкурс                                                     |
| 1983 | Щасливчик Даніель                                           | Szerencses Daniel                                           | Пал Шандор                                                  | Угорщина                                                    | Двотижневик режисерів                                       |
| 1984 | Париж, Техас                                                | Paris, Texas                                                | Вім Вендерс                                                 | Німеччина Франція                                           | Конкурс                                                     |
| 1984 | Подорож у Кітіру                                            | Ταξίδι στα Κύθηρα / Taxidi sta Kythêra'                     | Тодорос Ангелопулос                                         | Греція                                                      | Конкурс                                                     |
| 1984 | Спогади про в'язницю                                        | Memórias do Cárcere                                         | Нелсон Перейра душ Сантуш                                   | Бразилія                                                    | Двотижневик режисерів                                       |
| 1985 | Тато у відрядженні                                          | Otac na službenom putu                                      | Емир Кустуриця                                              | СФРЮ                                                        | Конкурс                                                     |
| 1985 | Пурпурова троянда Каїру                                     | The Purple Rose of Cairo                                    | Вуді Аллен                                                  | США                                                         | Поза конкурсом                                              |
| 1985 | Обличчя жінок                                               | Visages de femmes                                           | Дезіре Екаре                                                | Франція Кот-д'Івуар                                         |                                                             |
| 1986 | Жертвопринесення                                            | Offret                                                      | Андрій Тарковський                                          | Швеція Франція                                              | Конкурс                                                     |
| 1986 | Занепад американської імперії                               | Le Déclin de l'empire américain                             | Дені Аркан                                                  | Канада                                                      | Двотижневик режисерів                                       |
| 1987 | Покаяння                                                    | მონანიება                                                   | Тенгіз Абуладзе                                             | СРСР                                                        | Конкурс                                                     |
| 1987 | Не кажи нічого                                              | Wish You Were Here                                          | Девід Ліланд                                                | Велика Британія                                             | Двотижневик режисерів                                       |
| 1987 | Весілля в Галілеї                                           | Noce en Galilée                                             | Мішель Хлейфі                                               | Палестина Франція                                           | Двотижневик режисерів                                       |
| 1988 | Короткий фільм про вбивство                                 | Krótki film o zabijaniu                                     | Кшиштоф Кесльовський                                        | Польща                                                      | Конкурс                                                     |
| 1988 | Готель Термінус: Час і життя Клауса Барбі                   | Hôtel Terminus                                              | Марсель Офюлс                                               | США                                                         | Особливий погляд                                            |
| 1988 | Далекі голоси, застиглі життя                               | Distant Voices, Still Lives                                 | Теренс Девіс                                                | Велика Британія                                             | Двотижневик режисерів                                       |
| 1989 | Секс, брехня і відео                                        | Sex, Lies, and Videotape                                    | Стівен Содерберг                                            | США                                                         | Конкурс                                                     |
| 1989 | Бабуся                                                      | Yaaba                                                       | Ідрісса Уедраого                                            | Буркіна-Фасо Франція                                        | Двотижневик режисерів                                       |
| 1990 | Жало смерті                                                 | 死の棘 / Shi no Toge                                        | Кохей Огурі                                                 | Японія                                                      | Конкурс                                                     |
| 1990 | Лебедине озеро. Зона                                        | Лебедине озеро. Зона                                        | Юрій Іллєнко                                                | США Україна                                                 | Двотижневик режисерів                                       |
| 1990 | Мануель де Олівейра                                         | Мануель де Олівейра                                         | Мануель де Олівейра                                         | Португалія                                                  | Почесний приз                                               |
| 1991 | Подвійне життя Вероніки                                     | Podwójne życie Weroniki                                     | Кшиштоф Кесльовський                                        | Польща Франція                                              | Конкурс                                                     |
| 1991 | Ріфф-Рафф                                                   | Riff-Raff                                                   | Кен Лоуч                                                    | Велика Британія                                             | Двотижневик режисерів                                       |
| 1992 | Сонце в листі айвового дерева                               | Le songe de la lumière                                      | Віктор Ерісе                                                | Іспанія                                                     | Конкурс                                                     |
| 1993 | Прощавай, моя наложнице                                     | 霸王別姬 / Bàwáng biéjī                                     | Чень Кайге                                                  | Гонконг                                                     | Конкурс                                                     |
| 1993 | Дітовбивці                                                  | Gyerekgyilkosságok                                          | Ільдіко Сабо                                                | Угорщина                                                    | Двотижневик режисерів                                       |
| 1994 | Екзотика                                                    | Exotica                                                     | Атом Егоян                                                  | Канада                                                      | Конкурс                                                     |
| 1994 | Баб ель-Уед сіті                                            | Bab El Oued City                                            | Мерзак Аллуаш                                               | Алжир                                                       | Особливий погляд                                            |
| 1995 | Погляд Улісса                                               | Το Βλέμμα του Οδυσσέα                                       | Тодорос Ангелопулос                                         | Греція                                                      | Конкурс                                                     |
| 1995 | Земля і воля                                                | Land and Freedom                                            | Кен Лоуч                                                    | Велика Британія                                             | Конкурс                                                     |
| 1996 | Не присуджували                                             | Не присуджували                                             | Не присуджували                                             | Не присуджували                                             | Не присуджували                                             |
| 1997 | Славне майбутнє                                             | De beaux lendemains                                         | Атом Егоян                                                  | Канада                                                      | Конкурс                                                     |
| 1997 | Подорож на початок світу                                    | Viagem ao Princípio do Mundo                                | Мануель де Олівейра                                         | Португалія                                                  | Поза конкурсом                                              |
| 1998 | Діра                                                        | The Hole                                                    | Ming-liang Tsai                                             | Тайвань Франція                                             | Конкурс                                                     |
| 1998 | Щастя                                                       | Happiness                                                   | Тодд Солондз                                                | США                                                         | Двотижневик режисерів                                       |
| 1999 | Нова зоря                                                   | Peau neuve                                                  | Емілі Делюз                                                 | Франція                                                     | Особливий погляд                                            |
| 1999 |                                                             | M/Other                                                     | Нобухіро Сува                                               | Японія                                                      | Двотижневик режисерів                                       |
| 2000 | Еврика                                                      | ユリイカ / Yurīka                                           | Сіндзі Аояма                                                | Японія                                                      | Конкурс                                                     |
| 2000 | Час п'яних коней                                            | زمانی برای مستی اسب‌ها‎                                       | Бахман Гобаді                                               | Іран                                                        | Двотижневик режисерів                                       |
| 2001 | Кімната сина                                                | La stanza del figlio                                        | Нанні Моретті                                               | Італія                                                      | Конкурс                                                     |
| 2001 | Сеанс                                                       | 降霊 / Kōrei                                                | Куросава Кійосі                                             | Японія                                                      | Особливий погляд                                            |
| 2001 | Марта… Марта                                                | Martha… Martha                                              | Сандрін Вейссе                                              | Франція                                                     | Двотижневик режисерів                                       |
| 2001 | Порнограф (нагорода актору Жану-П'єру Лео)                  | Le Pornographe                                              | Бертран Бонелло                                             | Франція                                                     | Тиждень критиків                                            |
| 2002 | Божественне втручання                                       | يد إلهية / Yadon ilaheyya                                   | Еліа Сулейман                                               | Палестина                                                   | Конкурс                                                     |
| 2002 | В очікуванні щастя                                          | Heremakono (En attendant le bonheur)                        | Абдеррахман Сіссако                                         | Франція Мавританія                                          | Особливий погляд                                            |
| 2002 | Глиняний птах                                               | মাটির ময়না                                                     | Тарек Масуд                                                 | Франція Бангладеш                                           | Двотижневик режисерів                                       |
| 2003 | Батько і син                                                | Отец и сын                                                  | Олександр Сокуров                                           | Росія                                                       | Конкурс                                                     |
| 2003 | Американська пишнота                                        | American Splendor                                           | Шарі Спрінгер Берман та Роберт Пульчіні                     | США                                                         | Особливий погляд                                            |
| 2003 | Години дня                                                  | Las horas del día                                           | Хайме Росалес                                               | Іспанія                                                     | Двотижневик режисерів                                       |
| 2004 | Фаренгейт 9/11                                              | Fahrenheit 9/11                                             | Майкл Мур                                                   | США                                                         | Конкурс                                                     |
| 2004 | Віскі                                                       | Whisky                                                      | Хуан Пабло Ребелья та Пабло Штоль                           | Уругвай                                                     | Особливий погляд                                            |
| 2004 | Жага                                                        | عطش (ʕataš) Atash                                           | Тауфік Абу Вайль                                            | Ізраїль Палестина                                           | Тиждень критиків                                            |
| 2005 | Приховане                                                   | Caché                                                       | Міхаель Ганеке                                              | Франція Австрія                                             | Конкурс                                                     |
| 2005 | Кров                                                        | Sangre                                                      | Амат Ескаланте                                              | Мексика                                                     | Особливий погляд                                            |
| 2005 | Кричущий кулак                                              | 주먹이 운다; / Jumeogi unda                                 | Рю Син Ван                                                  | Південна Корея                                              | Двотижневик режисерів                                       |
| 2006 | Пори року                                                   | İklimler                                                    | Нурі Більге Джейлан                                         | Туреччина                                                   | Конкурс                                                     |
| 2006 | Парагвайський гамак                                         | Hamaca Paraguaya                                            | Пас Енсіна                                                  | Парагвай                                                    | Особливий погляд                                            |
| 2006 | Глюки                                                       | Bug                                                         | Вільям Фрідкін                                              | США                                                         | Двотижневик режисерів                                       |
| 2007 | Чотири місяці, три тижні і два дні                          | 4 luni, 3 săptămâni şi 2 zile                               | Крістіан Мунджіу                                            | Румунія                                                     | Конкурс                                                     |
| 2007 | Візит оркестру                                              | ביקור התזמורת‏‎‎‎                                               | Еран Колірін                                                | Ізраїль                                                     | Особливий погляд                                            |
| 2007 | Її звуть Сабіна                                             | Elle s'appelle Sabine                                       | Сандрін Боннер                                              | Франція                                                     | Двотижневик режисерів                                       |
| 2008 | Дельта                                                      | Delta                                                       | Корнель Мундруцо                                            | Угорщина                                                    | Конкурс                                                     |
| 2008 | Голод                                                       | Hunger                                                      | Стів Макквін                                                | Ірландія                                                    | Особливий погляд                                            |
| 2008 | Ельдорадо                                                   | Eldorado                                                    | Булі Ланнерс                                                | Бельгія                                                     | Двотижневик режисерів                                       |
| 2009 | Біла стрічка                                                | Das weiße Band                                              | Міхаель Ганеке                                              | Німеччина Австрія                                           | Конкурс                                                     |
| 2009 | Поліцейський, прикметник                                    | Polițist, adjectiv                                          | Корнеліу Порумбойю                                          | Румунія                                                     | Особливий погляд                                            |
| 2009 | Амріка                                                      | Amreeka                                                     | Шерін Дабіс                                                 | США                                                         | Двотижневик режисерів                                       |
| 2010 | Турне                                                       | Tournée                                                     | Матьє Амальрік                                              | Франція                                                     | Конкурс                                                     |
| 2010 | Пал Адрєенн                                                 | Pál Adrienn                                                 | Агнеш Кочіш                                                 | Угорщина                                                    | Особливий погляд                                            |
| 2010 | Ви всі капітани (док.)                                      | Todos vós vodes capitáns                                    | Олів'є Лакс                                                 | Іспанія                                                     | Двотижневик режисерів                                       |
| 2011 | Гавр                                                        | Le Havre                                                    | Акі Каурісмякі                                              | Фінляндія Франція                                           | Конкурс                                                     |
| 2011 | Управління державою                                         | L'Exercice de l'État                                        | П'єр Шоллер                                                 | Франція Бельгія                                             | Особливий погляд                                            |
| 2011 | Укриття                                                     | Take Shelter                                                | Джефф Ніколс                                                | США                                                         | Тиждень критиків                                            |
| 2012 | У тумані                                                    | В тумане                                                    | Сергій Лозниця                                              | Білорусь Латвія                                             | Конкурс                                                     |
| 2012 | Звірі дикого Півдня                                         | Beasts of the Southern Wild                                 | Бен Зайтлін                                                 | США                                                         | Особливий погляд                                            |
| 2012 | Утримуватися                                                | Rengaine                                                    | Рашид Джайдані                                              | Франція                                                     | Двотижневик режисерів                                       |
| 2013 | Життя Адель                                                 | La Vie d'Adèle                                              | Абделатіф Кешиш                                             | Франція                                                     | Конкурс                                                     |
| 2013 | Анонім                                                      | Anonymous                                                   | Мохаммад Расулоф                                            | Іран                                                        | Особливий погляд                                            |
| 2013 | Катастрофа                                                  | Blue Ruin                                                   | Джеремі Солньє                                              | США                                                         | Двотижневик режисерів                                       |
| 2014 | Зимова сплячка                                              | Kış Uykusu                                                  | Нурі Більге Джейлан                                         | Туреччина                                                   | Конкурс                                                     |
| 2014 | Райська земля                                               | Jauja                                                       | Лісандро Алонсо                                             | Аргентина                                                   | Особливий погляд                                            |
| 2014 | Винищувачі                                                  | Les Combattants                                             | Тома Кайє                                                   | Франція                                                     | Двотижневик режисерів                                       |
| 2015 | Син Саула                                                   | Saul fia                                                    | Ласло Немеш                                                 | Угорщина                                                    | Конкурс                                                     |
| 2015 | Відлітай один                                               | मसान                                                         | Нірадж Гхайван                                              | Індія                                                       | Особливий погляд                                            |
| 2015 | Пауліна                                                     | Paulina                                                     | Сантьяго Мітре                                              | Аргентина                                                   | Тиждень критиків                                            |
| 2016 | Тоні Ердманн                                                | Toni Erdmann                                                | Марен Ед                                                    | Німеччина Австрія                                           | Конкурс                                                     |
| 2016 | Собаки                                                      | Câini                                                       | Богдан Миріца                                               | Румунія                                                     | Особливий погляд                                            |
| 2016 | Сире                                                        | Grave                                                       | Джулія Дюкорно                                              | Франція Бельгія                                             | Тиждень критиків                                            |
| 2017 | 120 ударів на хвилину                                       | 120 Battements par Minute                                   | Робен Кампійо                                               | Франція                                                     | Конкурс                                                     |
| 2017 | Тіснота                                                     | Теснота                                                     | Кантемір Балагов                                            | Росія                                                       | Особливий погляд                                            |
| 2017 | Фабрика нічого                                              | A Fábrica de Nada                                           | Педро Піньо                                                 | Португалія                                                  | Двотижневик режисерів                                       |
| 2018 | Горіння                                                     | 버닝 / Buh-ning                                             | Лі Чхан Дон                                                 | Південна Корея                                              | Конкурс                                                     |
| 2018 | Дівчина                                                     | Girl                                                        | Лукас Донт                                                  | Бельгія                                                     | Особливий погляд                                            |
| 2018 | Один день                                                   | Egy Nap                                                     | Жофія Сіладьї                                               | Угорщина                                                    | Двотижневик режисерів                                       |
| 2019 | Певно, це рай                                               | It Must Be Heaven                                           | Еліа Сулейман                                               | Франція Канада                                              | Конкурс                                                     |
| 2019 | Дилда                                                       | Дылда                                                       | Кантемір Балагов                                            | Росія                                                       | Особливий погляд                                            |
| 2019 | Маяк                                                        | The Lighthouse                                              | Роберт Еггерс                                               | Канада США                                                  | Двотижневик режисерів                                       |